# Carlos Cuadras
Carlos Roberto Cuadras Quiroa El Príncipe (24 de agosto de 1988, Guamúchil, Sinaloa, México) es un boxeador profesional mexicano excampeón del mundo de peso supermosca del Consejo Mundial de Boxeo. 
Como boxeador amateur posee una medalla de oro en la división peso gallo de los Juegos Panamericanos de 2007.

## Carrera amateur
Ganó la medalla de oro en los Juegos Panamericanos 2007 tras derrotar al en la final al púgil dominicano Claudio Marrero por una puntuación de 15-11.
En el Campeonato Mundial de Boxeo Aficionado de 2007 fue derrotado por Joseph Murray por una puntuación de 19-28.

## Carrera profesional
En febrero de 2010, Cuadras noqueó a Oswaldo Rodríguez para ganar el CMB Intercontinental Juvenil súper mosca Campeonato en el Poliforum Zamná en Mérida, Yucatán .
Cuadras es dirigido por su padre Rosario cuadras, y promovido por el Japón Promociones Teiken. Él ha entrenado con José Luis Bueno y otros en el Gimnasio de Bueno o su propio gimnasio en México, a menudo bajo la formación de Sendai Tanaka instrucción 's en Japón.
En septiembre de 2011, Cuadras compitió por el título vacante del CMB Continental de las Américas súper mosca contra Johnny García en el Foro Polanco, en la Ciudad de México . Que fue derribado con gancho de izquierda de García en la primera ronda. Sin embargo, después de su bombardeo en la segunda ronda, que aterrizó a la izquierda al hígado y el derecho de la mandíbula al piso García dos veces, y capturó el título con la victoria de paro.
Cuadras subió una división de peso y dejó sin Javier Franco en la quinta ronda después de pavimentos él para ser coronado como el CMB Estados Unidos (USNBC) de peso gallo campeón en la Playa Mamitas en Playa del Carmen , el 16 de junio de 2012. 

## Récord profesional
| 38 Ganadas (27 KOs), 4 Derrotas, 1 Empate |        |                          |      |               |            | |                                                                            |
| Res.                                      | Récord | Oponente                 | Tipo | Rd., Tiempo   | Fecha      | Localidad                                                                                             | Notas                                                                      |
| D                                         | 38–4–1 | Juan Francisco Estrada   | TKO  | 11 (12), 2:22 | 23-10-2020 | Gimnasio TV Azteca, Ciudad de México, México                                                          | Retiene los Títulos Mundiales del WBC y de The Ring en el peso supermosca. |
| G                                         | 38–3–1 | Daniel Lozano            | UD   | 8 (8)         | 25-05-2019 | Osceola Heritage Park, Kissimmee, Florida                                                             |                                                                            |
| G                                         | 37–3–1 | Ricardo Núñez            | TD   | 7 (12)        | 18-08-2018 | Los Mochis, Sinaloa, México                                                                           | Gana el título vacante WBC International del peso gallo                    |
| D                                         | 36–3–1 | McWilliams Arroyo        | UD   | 10            | 24-02-2018 | The Forum, Inglewood, California                                                                      | Por el título vacante WBC Silver del peso supermosca                       |
| D                                         | 36–2–1 | Juan Francisco Estrada   | UD   | 12            | 09-09-2017 | StubHub Center, Carson, California                                                                    |                                                                            |
| G                                         | 36–1–1 | David Carmona            | UD   | 10            | 18-03-2017 | Madison Square Garden, New York City, New York                                                        |                                                                            |
| D                                         | 35–1–1 | Román González           | UD   |               | 10-09-2016 | Forum, Inglewood, California                                                                          | Pierde el título mundial de la WBC del peso supermosca                     |
| G                                         | 35–0–1 | Richie Mepranum          | TKO  |               | 04-23-2016 | Centro de Usos Múltiples, Los Mochis, Sinaloa, México                                                 | Retiene el título mundial de la WBC del peso supermosca                    |
| G                                         | 34–0–1 | Koki Eto                 | UD   |               | 28-11-2015 | Xebio Arena, Sendai, Miyagi, Japón                                                                    | Retiene el título mundial de la WBC del peso supermosca                    |
| G                                         | 33–0–1 | Dixon Flores             | TKO  |               | 08-15-2015 | Estadio de Béisbol Alberto Vega Chávez, Guamúchil, Sinaloa, México                                    | Retiene el título mundial de la WBC del peso supermosca                    |
| G                                         | 32–0–1 | Luis Concepción          | UD   |               | 04-04-2015 | Unidad Deportiva Martín Alarcón, Metepec, México, México                                              | Retiene el título mundial de la WBC del peso supermosca                    |
| G                                         | 31–0–1 | Marvin Mabait            | TKO  |               | 13-11-2014 | Washington Hilton, Washington, Distrito de Columbia, EE. UU.                                          | Retiene el título mundial de la WBC del peso supermosca                    |
| E                                         | 30–0–1 | José Salgado             | TD   |               | 20-09-2014 | Estadio de Béisbol, Guamúchil, Sinaloa, México                                                        | Retiene el título mundial de la WBC del peso supermosca                    |
| G                                         | 30-0   | Wisaksil Wangek          | TD   |               | 05-31-2014 | Sala de Armas Agustín Melgar, Ciudad Deportiva Magdalena Mixhuca, Iztacalco, Distrito Federal, México | Gana el título mundial de la WBC del peso supermosca                       |
| G                                         | 29-0   | Songseanglek Phosuwangym | TKO  |               | 2013-12-31 | Ota-Ciudad General Gimnasio, Tokio, Japón                                                             |                                                                            |
| G                                         | 28-0   | Victor Zaleta            | TKO  |               | 02-03-2013 | Gimnasio de Las Liebres, Río Bravo, Tamaulipas, México                                                | Retiene el título WBC Silver del peso supermosca                           |
| G                                         | 27-0   | Fernando Lumacad         | UD   |               | 24-11-2012 | Foro Polanco, Ciudad de México, Distrito Federal, México                                              | Retiene el título WBC Silver del peso supermosca                           |
| G                                         | 26-0   | Ronald Barrera           | TKO  |               | 09-29-2012 | Estadio Héctor Espino, de Hermosillo, Sonora, México                                                  | Gana el título vacante WBC Silver del peso supermosca                      |
| G                                         | 25-0   | Javier Franco            | KO   |               | 16-062012  | Quintana Roo, México de Playa Mamitas, Playa del Carmen                                               |                                                                            |
| G                                         | 24-0   | Humberto Morales         | UD   |               | 31-03-2012 | Oasis Hotel Complex, Cancún, Quintana Roo, México                                                     |                                                                            |
| G                                         | 23-0   | Alberto Chuc             | TKO  |               | 17-12-2011 | Campo de Béisbol Froilán López, Cozumel, Quintana Roo, México                                         |                                                                            |
| G                                         | 22-0   | Johnny Garcia            | TKO  |               | 24-09-2011 | Foro Polanco, Ciudad de México, Distrito Federal, México                                              | Gana el título WBC Continental Americas del peso supermosca                |
| G                                         | 21-0   | Armando Santos           | UD   |               | 17-06-2011 | Salón Amapola, Ciudad de México, Distrito Federal, México                                             |                                                                            |
| G                                         | 20-0   | Phissanuthep Chaiyonggym | TKO  |               | 08-04-2011 | World Memorial Hall, Kobe, Hyogo, Japón                                                               |                                                                            |
| G                                         | 19-0   | Sakchai Sor Tanapinyo    | KO   |               | 26-11-2010 | Nihon Gaishi Hall, Nagoya, Aichi, Japón                                                               |                                                                            |
| G                                         | 18-0   | José Barrero             | TKO  |               | 06-08-2010 | Gimnasio Sport City, Cancún, Quintana Roo, México                                                     |                                                                            |
| G                                         | 17-0   | Nahum Cerón              | KO   |               | 05-06-2010 | El Palenque de la Feria, Pachuca, Hidalgo, México                                                     |                                                                            |
| G                                         | 16-0   | Alberto Chuc             | KO   |               | 20-03-2010 | La discoteca City, Cancún, Quintana Roo, México                                                       |                                                                            |
| G                                         | 15-0   | Oswaldo Rodríguez        | TKO  |               | 20-02-2010 | Polyforum Zam Ná, Mérida, Yucatán, México                                                             | Gana el título WBC Youth Intercontinental del peso supermosca.             |
| G                                         | 14-0   | Paulino Villalobos       | UD   |               | 19-12-2009 | Palenque de Gallos, Tuxtla Gutiérrez, Chiapas, México                                                 |                                                                            |
| G                                         | 13-0   | Miguel Tique             | KO   |               | 20-11-2009 | Discoteca básica, Cancún, Quintana Roo, México                                                        |                                                                            |
| G                                         | 12-0   | Humberto Morales         | KO   |               | 24-10-2009 | World Trade Center, Boca del Río, Veracruz, México                                                    |                                                                            |
| G                                         | 11-0   | José Luis Amado          | KO   |               | 26-09-2009 | Deportivo Trabajadores del Metro, Iztacalco, Distrito Federal, México                                 |                                                                            |
| G                                         | 10-0   | Josimar Olivares         | TKO  |               | 23-08-2009 | Salón 21, Ciudad de México, Distrito Federal, México                                                  |                                                                            |
| G                                         | 9-0    | Jesús Ceja               | KO   |               | 27-06-2009 | Arena Texcoco Lechería, Texcoco, México, México                                                       |                                                                            |
| G                                         | 8-0    | Arturo Camargo           | TKO  |               | 04-04-2009 | Ciudad Victoria, Tamaulipas, México                                                                   |                                                                            |
| G                                         | 7-0    | Por Seksith Thitima      | KO   |               | 12-03-2009 | Korakuen Hall, Tokio, Japón                                                                           |                                                                            |
| G                                         | 6-0    | Rodolfo Garay            | KO   |               | 20-12-2008 | Parque Revolución, Culiacán, Sinaloa, México                                                          |                                                                            |
| G                                         | 5-0    | Yasuyuki Matayoshi       | TKO  |               | 16-10-2008 | Yoyogi primer gimnasio, Tokio, Japón                                                                  |                                                                            |
| G                                         | 4-0    | Nahum Cerón              | IDT  |               | 30-08-2008 | Poliforum, Playa del Carmen, Quintana Roo, México                                                     |                                                                            |
| G                                         | 3-0    | Ambrosio Martínez        | KO   |               | 16-07-2008 | Foro Scotiabank, Polanco, Distrito Federal, México                                                    |                                                                            |
| G                                         | 2-0    | David Ramírez            | KO   |               | 14-06-2008 | Palacio de los Deportes, Ciudad de México, Distrito Federal, México                                   |                                                                            |
| G                                         | 1-0    | Marco Turriza            | TKO  |               | 31-05-2008 | Centro Internacional de Convenciones, Chetumal, Quintana Roo, México                                  |                                                                            |